# Discovery Travel & Living (Italia)
Discovery Travel & Living è stata un'emittente televisiva italiana edita da Discovery Italia, ora sostituita in parte da HGTV della Warner Bros. Discovery Italia, divisione della Warner Bros. Discovery, fusione tra WarnerMedia (precedentemente di proprietà di AT&T e comprendente Warner Bros. Entertainment) e Discovery Inc.

## Storia
Il canale è stato lanciato in Italia il 31 luglio 2003 sul canale 426 della piattaforma satellitare Sky con il nome di Discovery Travel & Adventure il 1º febbraio 2005 diventa Discovery Travel & Living e l'8 novembre 2010 si sposta al canale 406. Dal 1º febbraio 2012 ha trasmesso in 16:9 e in alta definizione. Il 1º febbraio 2019 il canale ha cessato le trasmissioni su Sky insieme ad Animal Planet. Gran parte della programmazione è stata redistribuita sui canali del gruppo Discovery. 
I contenuti dei programmi in onda su questo canale sono disponibili all'interno della piattaforma streaming Discovery+.

## Palinsesto
Discovery Travel & Living aveva una programmazione costituita da programmi factual che trattavano: case, viaggi, cibi, stili di vita inconsueti e lifestyle per un pubblico generalista:

### Programmi televisivi
- Accumolo e ci guadagno
- Affari per gioco
- Affari sotto un tetto
- Anthony Bourdain: tutto in 24 ore
- Casa al mare cercasi
- Case dei sogni in città
- Case impossibili: Alaska
- Case impossibili: montagne rocciose
- Case impossibili on the beach
- Case pazzesche americane
- Città e bar
- Chi cerca trova
- Da casa nasce casa
- Dealers: Tutto ha un prezzo
- Europa Last Minute
- Grandi progetti
- Heston: Banchetti Da Incubo
- I gioielli della regina
- Il mulino di Claire
- I peggiori cuochi d'America
- I ristoranti più pazzi del mondo
- LA Ink
- La mia nuova casa sull'albero
- La mia nuova casetta dei giochi
- Le regine degli affari
- Liquidator
- Mangia, bevi, ama
- Miami Ink
- Miracoli Immobiliari
- Nate & Jeremiah: missione casa
- Orrori da gustare
- Piscine da pazzi
- Porte aperte: vendo casa
- Ristrutturo e ci guadagno?
- Ristoranti alla riscossa
- Sapore di mare
- Tutta colpa del menù
- Vacanze di Natale

## Loghi

1º febbraio 2005 - 31 gennaio 2012
1º febbraio 2012 - 31 gennaio 2019